# 出水市立野田中学校
出水市立野田中学校（いずみしりつ のだちゅうがっこう）は、鹿児島県出水市野田町上名にある市立の中学校である。

## 概要
現在の出水市が誕生する以前は、野田町立野田中学校であり、野田町唯一の中学校であった。

## 沿革
- 1947年5月2日 - 野田村立野田中学校として開校。
- 1949年4月4日 - 現在地に移転。
- 1957年12月 - 校歌制定。（作詞:椋鳩十、作曲:武田恵喜秀）
- 1962年10月14日 - 校旗制定。
- 1965年11月13日 - プール竣工。
- 1968年2月15日 - 完全給食実施。
- 1972年4月1日 - 野田村が町制施行し、野田町となったのに伴い野田町立野田中学校に改称。
- 1986年3月10日 - 体育館落成。
- 1998年1月8日 - 男子頭髪自由化を試行。
- 2006年3月13日 - 出水市との合併に伴い出水市立野田中学校に改称。

## 通学区域
- 出水市
  - 旧野田町全域（野田小学校区）